# カフカスの捕虜
『カフカスの捕虜』（ロシア語: Кавказский пленник）は、ツェーザリ・キュイの作曲した全3幕のオペラである。この作品はプーシキンの同名の詩を基にしており、ヴィクトール・アレクサンドロヴィチ・クルイロフにより台本が執筆された。
このプーシキンの詩に関しては、これに先立ちシャルル・ディドロによるバレエが1825年にロシアで上演されている。

## 作曲の経緯
このオペラは3つの版がある。1857年から1858年に作られた初版は2幕しか無かった（後にそれぞれ第1幕と第3幕になる部分）が、楽曲の不出来に加え長さが充分で無かったため、上演は見送られた。ただし、ミリイ・バラキレフにより編曲された序曲についてはコンサートで演奏されている。 その後かなり時間を置いてから、キュイは2幕しかない作品を修正することを決める。1881年から1882年の間に中間部の第2幕に加えて、第3幕にも新たにダンスを付け加えた。この第2版がロシアで初演されたものである。1885年にはベルギーでの上演を念頭に置き、第2幕のフィナーレを拡充し、第3版を完成させた。

## 上演とその評価
1883年2月4日、サンクトペテルブルクのマリインスキー劇場にて、エドゥアルド・ナープラヴニークの指揮により初演された。この作品はキュイが作曲した長編オペラの中で、最も広く上演されたオペラとなる。マーシー・アルジェントゥ伯爵夫人ら親しい知人らの熱心なサポートにより、ベルギーのリエージュでの上演が実現したことで、ロシア五人組の作品では初めて西側で上演されたオペラとなった。それでもなお、この例外を除いては、キュイの死後までこの作品は帝政ロシア国外で上演されることはなく、またロシア国内においても長らく上演されることは無かったようである。

## 編成

### 主な登場人物
- カゼンベク（バス）
- ファティマ（ソプラノ）：　カゼンベクの娘
- マリアム（メゾソプラノ）：　ファティマの友人
- アブベクル（バリトン）：　ファティマの花婿
- フェクハーディン（バス）：　ムッラ（イスラム教の宗教的指導者）
- ロシア人の捕虜（テノール）
- チェルケス人その1（テノール）
- チェルケス人その2（バリトン）
- ムッラその2（テノール）
- チェルケス人の男女および合唱

## あらすじ

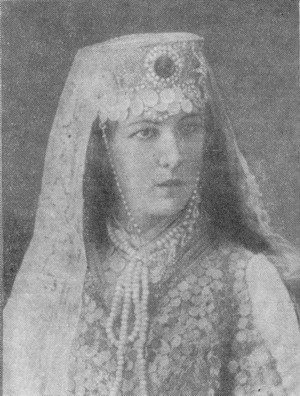
ファティマ役のツベコヴァ

全3幕　カフカス（カフカース）、アウル山中

### 第1幕
アウルの男がアラーに祈った後、カゼンベクが娘のファティマに、花婿が彼女を結婚相手に選んだ事を告げ、ファティマはそれを聞き悲しみにくれる。その時住民たちが、花婿がファティマへの結婚祝の贈り物に、と捕らえたロシア人の捕虜を伴いやって来る。ファティマはその捕虜に同情し、やがて恋に落ちてしまう。
夜になると捕虜のもとへファティマが食べ物を渡しにやって来る。彼らが別れた後に住民の一人が駆け込んできて、カゼンベクにロシア人の一団がアウル山のすぐ近くまでやって来たことを告げる。そして人々は憎き敵と団結して闘おうと次々と集まる。

### 第2幕

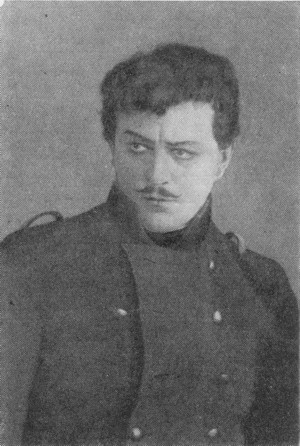
捕虜役のソビノフ

女たちが結婚を控えたファティマを祝福する。彼女らが去った後、ファティマは自分が悲しんでいることを友人のマリアムに打ち明ける。そこへカゼンベクとフェクハーディンがやって来る足音が聞こえたので、二人はカーテンの陰に隠れ、彼らの会話を盗み聞きする。フェクハーディンはファティマがロシア人の捕虜に恋していることを告げる夢を見た、と言う。そして二人の男はそこから立ち去る。
その後、花婿のアブベクルがやって来て、自分がファティマを愛していることを告げる。ファティマは彼を歓迎し、そして花婿から結婚祝の品が送られる。捕虜はロシア人を憎むカゼンベクに渡される。人々は彼に死を宣告するが、彼もまた自分の苦しみを終わらせるためそれを望んでいた。

### 第3幕
結婚の祝宴の席で、人々は花婿を褒め称える。女たち、そして男たちがダンスを踊る。マリアムがチェルケスの歌を歌った後、新婚夫婦を残し皆が出て行く。ファティマは未だ悲しみにくれていたので、アブベクルがその理由を尋ねる。彼らが去った後、手枷足枷を掛けられた捕虜が入ってくる。そこへファティマが現れ、捕虜に逃げるよう促し彼を自由にする。しかし彼は彼女を愛していないこと、故郷にいる別の女性を愛していることをファティマに話す。彼女は落胆し、捕虜は逃げる。
マリアムが現れ、ファティマに村中がロシア人に報復するための準備をしていることを告げる。人々が現れ、ファティマがやったことを聞きあきれる。皆が彼女を殺そうと決めると、ファティマは自分を刺し自ら命を絶った。[注:これはオペラにおけるファティマ自殺の経緯であるが、原作のプーシキンの詩では溺死している。]

## 著名な楽曲
- 序曲
- ファティマのアリア（第1幕）
- 捕虜のアリア（第1幕）
- アブベクルのアリア（第2幕）
- ダンス（第3幕）
- チェルケスの歌（第3幕）

## 参考資料
- Bernandt, G.B. Словарь опер впервые поставленных или изданных в дореволюционной России и в СССР, 1736-1959 [Dictionary of Operas First Performed or Published in Pre-Revolutionary Russia and in the USSR, 1836-1959] (Москва: Советский композитор, 1962), p. 125-126.
- César, Cui. Кавказский пленник: опера в трех действиях (либретто по Пушкину). Переложение для пения и фортепиано [Prisoner of the Caucasus, opera in three acts (libretto after Pushkin). Piano-vocal score]. Ст.-Петербург: В. Бессель, 1882.
- Le prisonnier du Caucase: opéra en 3 actes. Partition chant et piano. St. Petersbourg, B. Bessel, 1885.